# Agroforêt

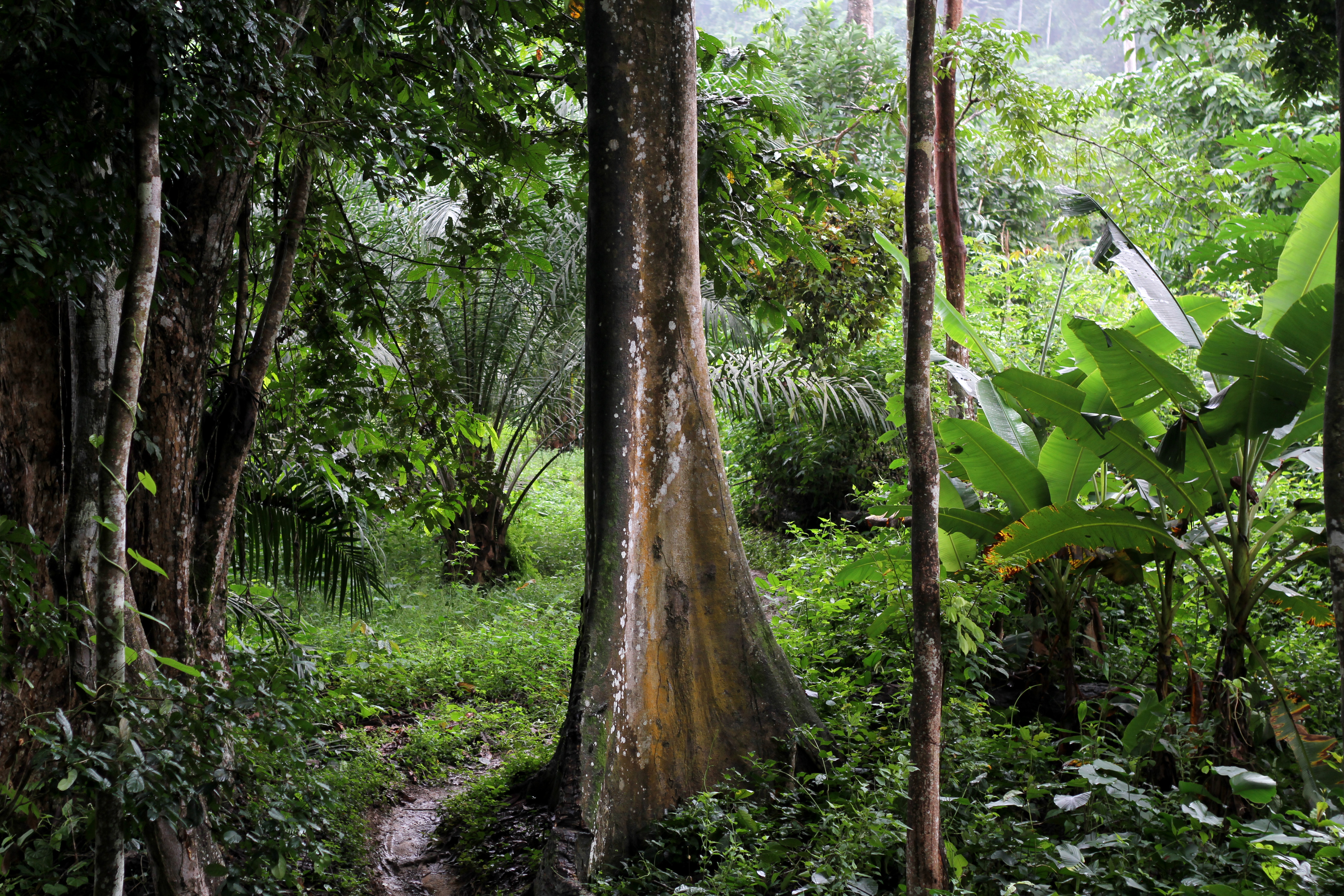
Agroforêts de Tayap (Cameroun)

Une agroforêt, aussi appelée système agroforestier, est une forêt dont la composition faunistique et floristique sont gérées par la ou les populations humaines locales. 
L'intérêt pour ces populations est la constitution d'un cadre de vie satisfaisant leurs divers besoins, en termes d'alimentation, de matériaux de construction, d'artisanats variés, d'énergie, de produits médicinaux et d'activités sociales.
Les écosystèmes désignés comme agroforêts sont en général situées en zone intertropicale.
Les agroforêts sont de fait une forme de sylviculture menée par des agriculteurs de pays du Sud. Ces plantations sont des « forêts », des écosystèmes dominés par des arbres et fonctionnant selon des règles qu’elles partagent avec des forêts naturelles. Il s'agit cependant d'une sylviculture particulière, beaucoup plus complexe que la conduite de futaies, et qui ménage une agriculture de subsistance ou de rente.
En général, on peut caractériser une agroforêt comme un système forestier complexe conduit par les humains, avec une structure multi-strate de la végétation, un grand nombre de composantes (arbres, arbustes, lianes, herbacées), un fonctionnement écologique similaire aux forêts naturelles. De par leur structure multi-étagée, leur faciès forestier et leur composition floristique, les agroforêts détiennent une grande diversité arborée. De fait, la structure des agroécosystèmes oasiens pourrait définir les palmeraies d'oasis comme des agroforêts. 
L'une des propriétés écologiques de ces systèmes complexes est leur résilience qui les rendent moins sujets aux risques phytosanitaires que les exploitations industrielles en monoculture. Cela a été montré par exemple au Cameroun et au Costa Rica pour les agroforêts à cacaoyers : la répartition et la diversité de la végétation permet de réguler les attaques des bioagresseurs. 